# Merochlora
Merochlora là một chi bướm đêm thuộc họ Geometridae.

## Các loài
- Merochlora eutraphes
- Merochlora fasceolaria
- Merochlora fasciolaria
- Merochlora faseolaria
- Merochlora graefiaria
- Merochlora perviridaria